# Pseudarachna
Pseudarachna är ett släkte av kräftdjur som beskrevs av Sars 1897. Pseudarachna ingår i familjen Munnopsidae.
Kladogram enligt Catalogue of Life och Dyntaxa:
| Pseudarachna | \| \| Pseudarachna hirsuta \| \| \| \| \| \| Pseudarachna nohinohi \| \| \| \| |
|              | \| \| Pseudarachna hirsuta \| \| \| \| \| \| Pseudarachna nohinohi \| \| \| \| |
|              | Pseudarachna hirsuta                                                           |
|              |                                                                                |
|              | Pseudarachna nohinohi                                                          |
|              |                                                                                |